# Station Piastoszyn
Station Piastoszyn is een spoorwegstation in de Poolse plaats Piastoszyn.